# Hylaeus flaviscutum
Hylaeus flaviscutum is een vliesvleugelig insect uit de familie Colletidae. De wetenschappelijke naam van de soort is voor het eerst geldig gepubliceerd in 1914 door Alfken.